# Marlbrook (Shropshire)
Marlbrook – osada w Anglii, w hrabstwie Shropshire. Leży 45 km na południe od miasta Shrewsbury i 188 km na północny zachód od Londynu.